# Georg Ehni

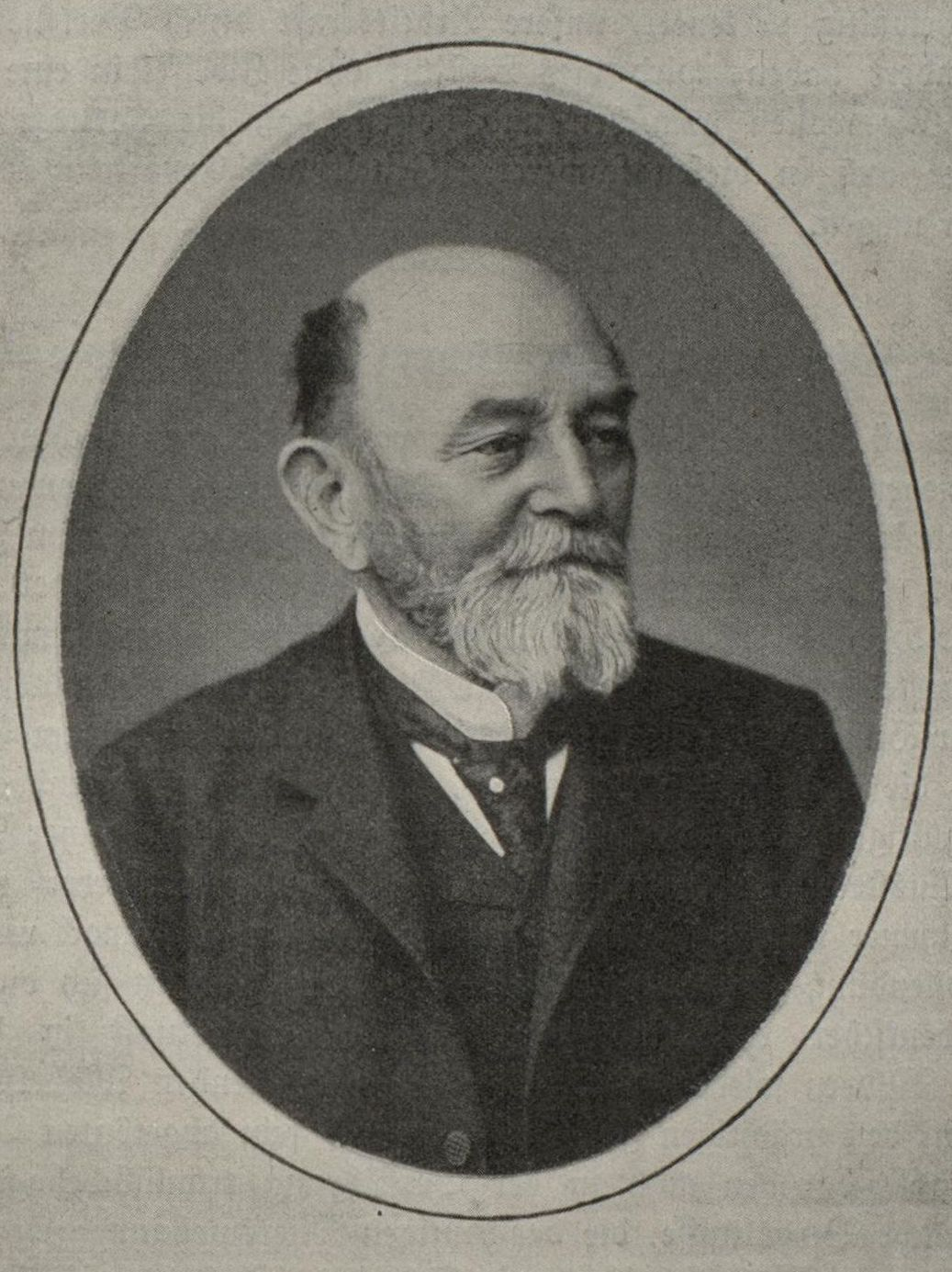
Georg Ehni

Johann Georg Ehni (* 7. August 1828 in Bissingen an der Teck; † 24. Januar 1904 in Stuttgart) war Kaufmann und Mitglied des Deutschen Reichstags. 

## Leben
Ehni besuchte die Volks- und Realschule und war 13 Jahre in Nord- und Südamerika. Er war Mitglied der Handels- und Gewerbekammer Stuttgart und der bürgerlichen Kollegien. Weiter war er Preisrichter bei den Weltausstellungen in Paris 1867 und Wien 1873 sowie Vertreter der Edelmetallbranche in Philadelphia 1876.
Auch war er ein bekannter Kunstsammler. Er kaufte u. a. einen Teil des Nachlasses von König Ludwig II. von Bayern, den er auch in Ausstellungen präsentierte.
Von 1893 bis 1898 war er Mitglied des Deutschen Reichstags für den Wahlkreis Württemberg 5 (Esslingen, Nürtingen, Kirchheim, Urach) und die Deutsche Volkspartei.